# 光格子
光格子（ひかりこうし）とは、対向するレーザーの光によって定常波を作りだし、その定常波を格子状に配列させたもの。逆伝播レーザービームの干渉によって形成され、空間的に周期的な偏光パターンを作成するが、結果として生じる周期的ポテンシャルは、Starkシフトを介して中性原子をトラップすることがある 。原子は冷却され、潜在的な最小の場所に集合。結果としてトラップされた原子の配列は結晶格子に似ており、量子シミュレーションに活用が可能となる。
格子点のポテンシャル井戸深さが原子の運動エネルギーを超える場合でも、光格子に閉じ込められた原子は量子トンネリングにより移動する可能性があり、これは導体の電子に類似。ただし、井戸の深さが非常に大きい場合、原子間の相互作用エネルギーがホッピングエネルギーより大きくなると、超流動 - モット絶縁体転移が発生する可能性があり、モット絶縁体相では、原子は潜在的な最小値に閉じ込められ、自由に移動することはできない。これは絶縁体の電子に似ていて、フェルミオン原子の場合、井戸の深さがさらに増加すると、原子は反強磁性を形成すると予測され十分に低い温度でのネール状態となる。

## パラメーター
光学格子には、井戸の深さと周波数の2つの重要なパラメーターがあり、光格子の井戸の深さは、通常AOM（音響光学変調器）によって制御されるレーザーのパワーを変更することにより、リアルタイムで調整でき、光学格子の周期性はレーザーの波長を変更するか、2つのレーザービーム間の相対角度を変更することで調整可能。格子の周期性をリアルタイムで制御することは、依然として難しい課題であるが、レーザーの波長はリアルタイムで広範囲にわたって変化させることはできないため、格子の周期性は通常レーザービーム間の相対角度によって制御。ただし、干渉はレーザービーム間の相対位相に敏感であるため、相対角度を変えながら格子を安定に保つことは困難で、トラップされた原子をその場で維持しながら一次元光学格子の周期性を連続的に制御することは、単軸サーボ制御検流計を使用して2005年に初めて実証された。この「アコーディオン格子」は、格子周期を1.30から9.3 μmに変えることができ、最近、格子周期性のリアルタイム制御の異なる方法が実証された。中心フリンジは2.7未満で移動した。格子周期性が0.96μmから11.2μmに変更されている間、格子周期性を変更しながら原子（または他の粒子）をトラップしたままにしておくことで、より徹底的に実験的にテストする必要がある。このようなアコーディオン格子は、量子格子の小さな間隔が不可欠であり、大きな間隔が単一サイトの操作と空間分解検出を可能にする光学格子の極低温原子の制御に役立つ。高トンネリング領域内のボソンとフェルミオンの両方の格子サイトの占有率のサイト分解検出は、量子ガス顕微鏡で定期的に実行されている 。

## 用途
冷たい原子をトラップすることに加えて、格子とフォトニック結晶の作成に光学格子が広く使用されている。それらは、微視的な粒子を分類するのにも役立ち、細胞アレイを組み立てるのに役立つ可能性がある。
光学格子の原子はすべてのパラメーターを制御できる理想的な量子システムを提供。したがって実際の結晶では観察が困難な効果を研究するために使用でき、また量子情報処理の有望な候補で世界最高の原子時計は、光学格子に閉じ込められた原子を使用して、ドップラー効果と反跳の影響を受けない狭いスペクトル線を取得する  。

## 参照資料
1. ↑  R. Grimm, M. Weidemuller, Y.B. Ovchinnikov (Feb 2000). "Optical dipole traps for neutral atoms." Adv. in Atom. Mol. & Opt. Phys. 42 : 95-170. arxiv.org/abs/physics/9902072. doi.org/10.1016/S1049-250X(08)60186-X.
2. ↑  Bloch, Immanuel (October 2005). “Ultracold quantum gases in optical lattices”. Nature Physics 1 (1):  23–30. Bibcode: 2005NatPh...1...23B. doi:10.1038/nphys138.
3. ↑  Gebhard, Florian (1997). The Mott metal-insulator transition models and methods. Berlin [etc.]: Springer. ISBN 978-3-540-61481-4
4. ↑  Greiner, Markus; Mandel, Olaf; Esslinger, Tilman; Hänsch, Theodor W.; Bloch, Immanuel (January 3, 2002). “Quantum phase transition from a superfluid to a Mott insulator in a gas of ultracold atoms”. Nature 415 (6867):  39–44. Bibcode: 2002Natur.415...39G. doi:10.1038/415039a. PMID 11780110.
5. ↑  Koetsier, Arnaud; Duine, R. A.; Bloch, Immanuel; Stoof, H. T. C. (2008). “Achieving the Néel state in an optical lattice”. Phys. Rev. A 77 (2):  023623. arXiv:0711.3425. Bibcode: 2008PhRvA..77b3623K. doi:10.1103/PhysRevA.77.023623.
6. ↑  Fallani, Leonardo; Fort, Chiara; Lye, Jessica; Inguscio, Massimo (May 2005). “Bose-Einstein condensate in an optical lattice with tunable spacing: transport and static properties”. Optics Express 13 (11):  4303–4313. arXiv:cond-mat/0505029. Bibcode: 2005OExpr..13.4303F. doi:10.1364/OPEX.13.004303. PMID 19495345.
7. ↑  Huckans, J. H. (December 2006). “Optical Lattices and Quantum Degenerate Rb-87 in Reduced Dimensions”. University of Maryland Doctoral Dissertation.
8. ↑  Li, T. C.; Kelkar,H.; Medellin, D.; Raizen, M. G. (April 3, 2008). “Real-time control of the periodicity of a standing wave: an optical accordion”. Optics Express 16 (8):  5465–5470. arXiv:0803.2733. Bibcode: 2008OExpr..16.5465L. doi:10.1364/OE.16.005465. PMID 18542649.
9. ↑  Bakr, Waseem S.; Gillen, Jonathon I.; Peng, Amy; Fölling, Simon; Greiner, Markus (2009-11-05). “A quantum gas microscope for detecting single atoms in a Hubbard-regime optical lattice” (英語). Nature 462 (7269):  74–77. arXiv:0908.0174. Bibcode: 2009Natur.462...74B. doi:10.1038/nature08482. ISSN 0028-0836. PMID 19890326.
10. ↑  Haller, Elmar; Hudson, James; Kelly, Andrew; Cotta, Dylan A.; Peaudecerf, Bruno; Bruce, Graham D.; Kuhr, Stefan (2015-09-01). “Single-atom imaging of fermions in a quantum-gas microscope” (英語). Nature Physics 11 (9):  738–742. arXiv:1503.02005. Bibcode: 2015NatPh..11..738H. doi:10.1038/nphys3403. ISSN 1745-2473.
11. ↑  MacDonald, M. P.; Spalding, G. C.; Dholakia, K. (November 27, 2003). “Microfluidic sorting in an optical lattice”. Nature 426 (6965):  421–424. Bibcode: 2003Natur.426..421M. doi:10.1038/nature02144. PMID 14647376.
12. ↑  Brennen, Gavin K.; Caves, Carlton; Jessen, Poul S.; Deutsch, Ivan H. (1999). “Quantum logic gates in optical lattices”. Phys. Rev. Lett. 82 (5):  1060–1063. arXiv:quant-ph/9806021. Bibcode: 1999PhRvL..82.1060B. doi:10.1103/PhysRevLett.82.1060.
13. ↑  Derevianko, Andrei; Katori, Hidetoshi (3 May 2011). “Colloquium : Physics of optical lattice clocks”. Reviews of Modern Physics 83 (2):  331–347. arXiv:1011.4622. Bibcode: 2011RvMP...83..331D. doi:10.1103/RevModPhys.83.331.
14. ↑  “Ye lab”. Ye lab. 2015年6月8日閲覧。